# Oleg Perepechonov
Oleg Alexándrovich Perepechónov –en ruso, Олег Александрович Перепечёнов– (Angren, 6 de septiembre de 1975) es un deportista ruso que compitió en halterofilia.
Participó en dos Juegos Olímpicos de Verano, en los años 2004 y 2008, obteniendo una medalla de bronce en Atenas 2004, en la categoría de 77 kg; medalla que perdió posteriormente por dopaje.
Ganó dos medallas de plata en el Campeonato Mundial de Halterofilia, en los años 2001 y 2002, y dos medallas de oro en el Campeonato Europeo de Halterofilia, en los años 2001 y 2008.

## Palmarés internacional
| Juegos Olímpicos   | Juegos Olímpicos            | Juegos Olímpicos | Juegos Olímpicos |
| Año                | Lugar                       | Medalla          | Categoría        |
| ------------------ | --------------------------- | ---------------- | ---------------- |
| 2004               | Atenas (Grecia)             | DSC              | 77 kg            |
| Campeonato Mundial |                             |                  |                  |
| Año                | Lugar                       | Medalla          | Categoría        |
| 2001               | Antalya (Turquía)           | Medalla de plata | 77 kg            |
| 2002               | Varsovia (Polonia)          | Medalla de plata | 77 kg            |
| Campeonato Europeo |                             |                  |                  |
| Año                | Lugar                       | Medalla          | Categoría        |
| 2001               | Trenčín (Eslovaquia)        | Medalla de oro   | 77 kg            |
| 2008               | Lignano Sabbiadoro (Italia) | Medalla de oro   | 77 kg            |